# Nageia maxima
Nageia maxima là một loài thực vật hạt trần trong họ Thông tre. Loài này được (de Laub.) de Laub. miêu tả khoa học đầu tiên năm 1987.